# Torre dell'Orologio (Villarosa)
La torre dell'Orologio è un edificio barocco situato a nord-est dell'ottagonale piazza Vittorio Emanuele a Villarosa e si eleva tra i palazzi di Villarosa. L'edificio fu costruito nel 1849 ed è chiuso in alto da una piramide sulla quale è presente una bandiera che mostra la direzione dei venti.